# Bernard Joly
Pour les articles homonymes, voir Joly.
Bernard Joly, né le 26 octobre 1934 à Troyes et mort à Nice le 10 janvier 2020,, est un homme politique français. Il est sénateur de la Haute-Saône de 1995 à 2004.

## Biographie
Installé à Pesmes comme dentiste dans les années 1960, il est élu adjoint au maire en 1971, puis maire en 1977. Conseiller général de la Haute-Saône de 1976 à 2001, il a été vice-président de l'assemblée. 
Réélu maire en 1983 et 1989, il ne se représente pas. Élu sénateur la même année, Bernard Joly devient membre du groupe RDSE. Il décide de ne pas renouveler son mandat en 2004.
Membre du parti radical valoisien (parti appartenant à l'UDF), il a été président du comité départemental du parti. 
Impliqué dans les questions de tourisme, il a créé un son et lumière dans sa ville de Pesmes, et a créé le réseau des "Petites cités comtoises de caractère".